# Asellus (Asellus) hilgendorfii
Asellus (Asellus) hilgendorfii is een pissebed uit de familie Asellidae. De wetenschappelijke naam van de soort is voor het eerst geldig gepubliceerd in 1886 door Carl Erik Alexander Bovallius.